# EMD SD7
EMD SD7 – amerykańska lokomotywa spalinowa produkowana w latach 1952–1953. Wyprodukowano 188 spalinowozów. Lokomotywy były eksploatowane przez wielu przewoźników. Kursowały do 1996 roku.  
Jedyny zachowany egzemplarz lokomotywy SD7 znajduje się w Illinois Railway Museum. Był to pierwszy egzemplarz tej serii lokomotyw, wyprodukowany przez firmę EMD.